# La turra
La turra és un pòdcast d'actualitat en català presentat per l'Alba Riera que inclou tertúlia, debat i entrevistes. Pretén obrir polèmiques, generar debats picants i fer radiografies del que es cou a Catalunya.
Es va estrenar el 16 d'octubre de 2023 amb Andrea Gumes i Alba Riera com a presentadores. És produït per 3Cat amb la col·laboració de La Manchester i se n'han fet 3 temporades. Des de la segona temporada, fruit de l'èxit assolit, ha passat de ser un videopòdcast a funcionar com a programa de televisió amb espai escènic complet. Cada dilluns se'n fa una nova entrega a les plataformes 3Cat i Spotify.
Es tracta d'un programa d'entreteniment dirigit a joves (s'integra a EVA) que aborda qüestions culturals, polítiques i socials des d'un punt de vista renovat i actual. Al llarg dels capítols s'han discutit temes com la mort, la monogàmia, la precarietat, el pretty privilege o la llengua catalana. El format es nodreix (i hi contribueix) de la cultura pop en català que, sobretot, es manifesta a través de les seves xarxes socials. En aquest sentit, els col·laboradors han adoptat i difós neologismes i expressions contemporànies de la cultura del país.
El 2024, Riera fou guanyadora del premi al millor podcaster de la 3a edició dels premis Sonor. Així mateix, el pòdcast fou finalista al Premi del Públic, categoria en la qual no es va imposar. El 2025 va ser nominat al premi Ondas Globals del Pòdcast al millor pòdcast en llengua cooficial de l'Estat. El mateix any, en el marc dels premis CRIT, va vèncer en la categoria al millor projecte de l'any, i va quedar nominat en la categoria d'informació i actualitat.